# 血液型くん!
『血液型くん!』（けつえきがたくん!、原題：RealCrazyMan's Blood Types Comic、혈액형에 관한 간단한 고찰）は、Real Crazy Manによる韓国の4コマ漫画（ウェブコミック）作品の日本語名、並びにそれを収録した日本の書籍シリーズ名及び日本で2013年4月から6月まで放送した短編テレビアニメ作品の表題である。

## 概要
韓国で美術教師をしているReal Crazy Man（本名：朴東宣（パク・ドンソン））が自身のブログで連載していたウェブコミック。血液型性格分類をテーマとしている。中国や台湾などアジアを中心に話題となり、日本の出版社アース・スター エンターテイメントが2010年より書籍として単行本を出版、加えて2013年4月に日本でのアニメ化も決定した。

## 登場キャラクター
全員が同じ容姿の2頭身で顔面に着けた円形のお面に自身のABO式血液型を記しており、体色の違いで男女を表わし髪や装身具で個人を分けて描かれる場合もある。なお、テレビアニメの担当声優はそのキャラクターと同じ血液型となっている。第1期は男性キャラがメインだったが、第2期からは女性キャラである血液型ちゃんも登場する。

### 血液型くん
A型くん
声 - 福山潤
真面目で親切だが、優柔不断。敬語で話す。
B型くん
声 - 中村悠一
自由奔放で個性的だが、無神経。
O型くん
声 - 石田彰
努力家でロマンチストだが、怒りんぼ。
AB型くん
声 - 柿原徹也
才能豊かで神秘的だが、わかりにくい。
ナレーション
声 - 鳴海杏子

### 血液型ちゃん
A型ちゃん
声 - 悠木碧
優しい性格で敬語で話すことが多いが、振り回されることもしばしば。
B型ちゃん
声 - 堀江由衣
マイペースで面倒くさがり屋だが、気が強い性格。
O型ちゃん
声 - 小林ゆう
常に明るく情熱的で、みんなを纏めるしっかり者。
AB型ちゃん
声 - 中原麻衣
常に冷静だが、思い込みが激しい。

### ゲストキャラ
O型女子（第1期）
声 - 珠木のぞみ
狼（第1期・第11話）
声 - 櫻井トオル
看護師（第2期・第4話）
声 - 鳴海杏子
A型長老（第3期・第10話）
声 - 藤原啓治
女型（第3期・第11話）
声 - アース・スター ドリーム（中島由貴、小出ひかる、谷尻まりあ、愛原ありさ）

## 書誌情報
- Real Crazy Man、アース・スター エンターテイメント、既刊4巻
  - 僕たちヒョレッキョン!〜血液型に関する簡単な考察〜 2010年11月29日 初版第一刷発行（2010年11月29日発売[1]）ISBN 978-4-8030-0219-5
  - 血液型くん!無神経でストレートで小心者の僕ら 2012年7月31日 初版第一刷発行（2012年7月23日発売[5]）ISBN 978-4-8030-0361-1
  - 大好き血液型くん!性格と行動のふしぎ 2013年1月31日 初版第一刷発行（2013年1月26日発売[6]）ISBN 978-4-8030-0423-6
  - みんなの血液型くん 血液型にまつわるエトセトラ 2014年3月20日発売 ISBN 978-4-8030-0547-9

## テレビアニメ
第1〜4期すべて、2〜5分枠のショートアニメ。ナレーションは鳴海杏子。タイトルは順に『血液型くん!』、『血液型くん! 2（ツー）』、『血液型くん! 3（スリー）』、『血液型くん! 4（フォー）』である。
第1期
2013年4月から6月までTOKYO MXなどにて2分枠で放送。
放送では
［当作品はフィクションです。
「血液型」による性格診断は、科学的に立証されているものではなく
「血液型」により個人の性格を特定するものではありません。］とテロップが打たれている。
6月30日の13話は『てーきゅう』とのコラボ作を放送したため、てーきゅう出演の2人（声 - 渡部優衣、鳴海杏子）しか登場しない。
第2期
2015年1月から3月までTOKYO MXなどにて5分枠で放送。
TOKYO MXではゴールデンタイムに放送。KBS京都では深夜帯に放送した。
第3期
2015年10月から12月までTOKYO MXなどにて3分枠で放送。
第4期
2016年1月から3月まで第3期に引き続いて3分枠で放送。

### スタッフ
※エンディングロールではスタッフの血液型も紹介されている（法人の場合も紹介されているが、代表者のものかどうかは不明）。
- 原作 - Real Crazy Man （アース・スター エンターテイメント刊）
- 監督 - 大山佳久
- 助監督 - 平峯義大（第2期）
- シリーズ構成 - 山下憲一
- キャラクターデザイン - 平峯義大
- 美術監督 - 川瀬紗織
- 色彩設計 - 岩井田洋（第1・2期）、上田真以（第3・4期）
- 編集 - 丸山流美（第2 - 4期）、平木大輔
- 音響監督 - 山本浩司
- 音楽 - 菊池司、原田篤（第2 - 4期）
- 音楽制作 - Arte Refact（第2 - 4期）
- プロデューサー - 後藤裕、平田哲、上坂陽一郎（第3期）
- 制作統括 - 瀧ヶ崎誠（第2 - 4期）、新宅潔（第3・4期）
- 制作プロデューサー - 上坂陽一郎（第1・2期）、金泉瞬（第3・4期）
- アニメーション制作 - Assez Finaud Fabric.、feel.、ZEXCS（第3・4期）
- 製作 - アース・スター エンターテイメント

### 主題歌
第1期
「A・B・O・AB」
作詞 - 新宿五郎 / 作曲・編曲 - 坂口博樹 / 歌 - NSD4
エンディング曲として使用。
第2期
オープニング主題歌「ブラッドタイプ☆ハートビート」
作詞・作曲・編曲 - 大石昌良
歌 - アース・スター ドリーム（中島由貴、斎藤愛永、谷尻まりあ、村北沙織）
エンディング主題歌「ハッピー∞エフェクト」
作詞 - 磯谷佳江 / 作曲 - 小野貴光 / 編曲 - 玉木千尋
歌 - アース・スター ドリーム（高尾奏音、小出ひかる、愛原ありさ、新井田いづみ、曽我部英理）
第3期
「HEARTBEAT JAM♪」
作詞 - 稲葉エミ / 作曲 - 田代智一 / 編曲 - 中山真斗
歌 - A型ちゃん（悠木碧）、B型ちゃん（堀江由衣）、O型ちゃん（小林ゆう）、AB型ちゃん（中原麻衣）
第4期
「さよならフルムーン」
作詞・作曲・編曲 - 園田智也 / 歌 - 鳴海杏子
4話より映像が変更。

### 各話リスト

#### 第1期
| 話数   | サブタイトル                            | お題                                                            | シナリオ | 原画              |
| ------ | --------------------------------------- | --------------------------------------------------------------- | -------- | ----------------- |
| 第1話  | 血液型くんの恋愛模様                    | 血液型クイズ! 恋に落ちたとき、一番心の中を見せない血液型くんは? | 山下憲一 | 平峯義大          |
| 第2話  | 血液型くんの特徴                        | 血液型クイズ! 一番KYなことを言いそうな血液型くんは?             | 山下憲一 | 平峯義大          |
| 第3話  | 注文の多い血液型くん                    | 血液型占い! 今週のダイエット運が一番いい血液型くんは?           | 山下憲一 | 平峯義大          |
| 第4話  | 血液型くんの合宿                        | 血液型クイズ! 一番チームワークが良い血液型くんは?               | 山下憲一 | 平峯義大          |
| 第5話  | 血液型くんと恋人                        | 血液型占い! 今週の恋愛運1位は?                                  | 山下憲一 | 平峯義大          |
| 第6話  | 血液型くんの買い物                      | 血液型クイズ! 一番ムダ使いしそうな血液型くんは?                 | 山下憲一 | 平峯義大 金井裕子 |
| 第7話  | 血液型くんの夏                          | 血液型クイズ! 一番ガマン強い血液型くんは?                       | 山下憲一 | 平峯義大          |
| 第8話  | 血液型くんの小学校生活                  | 血液型クイズ! 一番約束を守らない血液型くんは?                   | 山下憲一 | 平峯義大 金井裕子 |
| 第9話  | 血液型くんのお仕事                      | 血液型クイズ! 一番仕事人間な血液型くんは?                       | 山下憲一 | 平峯義大          |
| 第10話 | 血液型くんの合コン                      | 血液型占い! 今週の合コン成功率1位の血液型くんは?                | 山下憲一 | 平峯義大          |
| 第11話 | 四匹の血液型くん                        | 血液型クイズ! 一番立派な家を建てそうな血液型くんは?             | 山下憲一 | 平峯義大          |
| 第12話 | 血液型くんの献血                        | 血液型クイズ! 献血の供給量が一番多い血液型くんは?               | 山下憲一 | 平峯義大          |
| 第13話 | 血液型くん!フューチャリング ユリ&なすの | -                                                               | 後藤裕   | 平峯義大          |

#### 第2期
| 話数   | サブタイトル                     | シナリオ | 絵コンテ           | 原画                        |
| ------ | -------------------------------- | -------- | ------------------ | --------------------------- |
| 第1話  | 血液型くんのチャームポイント     | 山下憲一 | 大山佳久、平峯義大 | 平峯義大                    |
| 第1話  | 血液型くんの恋愛模様（再放送）   | 山下憲一 |                    | 平峯義大                    |
| 第2話  | 血液型くんへのプレゼント         | 山下憲一 | 大山佳久、平峯義大 | 古山瑛一郎                  |
| 第2話  | 血液型くんの特徴（再放送）       | 山下憲一 |                    | 平峯義大                    |
| 第3話  | 血液型ちゃんのキャンパスライフ   | 山下憲一 | 大山佳久、平峯義大 | 古山瑛一郎                  |
| 第3話  | 注文の多い血液型くん（再放送）   | 山下憲一 |                    | 平峯義大                    |
| 第4話  | 血液型くんと明日の彼女           | 山下憲一 | 大山佳久、平峯義大 | 平峯義大                    |
| 第4話  | 血液型くんの合宿（再放送）       | 山下憲一 |                    | 平峯義大                    |
| 第5話  | 血液型くんの大事なファイル       | 山下憲一 | 大山佳久、平峯義大 | 古山瑛一郎                  |
| 第5話  | 血液型くんと恋人（再放送）       | 山下憲一 |                    | 平峯義大                    |
| 第6話  | 血液型くんの宇宙探検             | 大山佳久 | 大山佳久、平峯義大 | 平峯義大                    |
| 第6話  | 血液型くんの買い物（再放送）     | 山下憲一 |                    | 平峯義大、金井裕子          |
| 第7話  | 血液型家族のお引っ越し           | 山下憲一 | 大山佳久、平峯義大 | 山本彩                      |
| 第7話  | 血液型くんの夏（再放送）         | 山下憲一 |                    | 平峯義大                    |
| 第8話  | 血液型ちゃんと大好きな先生       | 山下憲一 | 大山佳久、平峯義大 | 金井裕子                    |
| 第8話  | 血液型くんの小学校生活（再放送） | 山下憲一 |                    | 平峯義大、金井裕子          |
| 第9話  | 血液型くんは竹馬の友             | 大山佳久 | 大山佳久、平峯義大 | 平峯義大                    |
| 第9話  | 血液型くんのお仕事（再放送）     | 山下憲一 |                    | 平峯義大                    |
| 第10話 | 血液型くんのシャワータイム       | 山下憲一 | 大山佳久、平峯義大 | 田頭沙織                    |
| 第10話 | 血液型くんの合コン（再放送）     | 山下憲一 |                    | 平峯義大                    |
| 第11話 | 血液型ちゃんの住む女子寮         | 内山絵理 | 大山佳久、平峯義大 | 平峯義大、山本彩            |
| 第11話 | 四匹の血液型くん（再放送）       | 山下憲一 |                    | 平峯義大                    |
| 第12話 | 午後三時の約束                   |          | 金泉瞬、大山佳久   | 平峯義大                    |
| 第12話 | 血液型くんの無人島生活           | 山下憲一 | 大山佳久、平峯義大 | 古山瑛一郎 平峯義大、山本彩 |

#### 第3期
| 話数   | サブタイトル             | シナリオ   | 絵コンテ・演出 | 原画         |
| ------ | ------------------------ | ---------- | -------------- | ------------ |
| 第1話  | 血液型くんの彼女の条件   | 山下憲一   | 長屋誠志郎     | 袖山麻美     |
| 第2話  | 血液型ちゃんの海外旅行   | 山下憲一   | 篠原正寛       | 袖山麻美     |
| 第3話  | A型家族物語              | 山下憲一   | 長屋誠志郎     | 長屋誠志郎   |
| 第4話  | 血液型くんVS（バーサス） | 金泉瞬     | 篠原正寛       | 袖山麻美     |
| 第5話  | 血液型くんの合コン       | 長屋誠志郎 | 長屋誠志郎     | 長屋誠志郎   |
| 第6話  | A型お父さんの口説き方    | 山下憲一   | 篠原正寛       | 袖山麻美     |
| 第7話  | 血液型くんとエッチな本   | 山下憲一   | 長屋誠志郎     | いとうまりこ |
| 第8話  | †漆黒の血液型くん†       | 金泉瞬     | 篠原正寛       | 袖山麻美     |
| 第9話  | アリ達とキリギリス達     | 大山佳久   | 長屋誠志郎     | 小園菜穂     |
| 第10話 | 血液型ちゃんの大掃除     | 大山佳久   | 篠原正寛       | 袖山麻美     |
| 第11話 | 血液型はつらいよ         | 長屋誠志郎 | 長屋誠志郎     | 長屋誠志郎   |
| 第12話 | 血液型くんのクリスマス   | 山下憲一   | 篠原正寛       | 袖山麻美     |

#### 第4期
| 話数   | サブタイトル                 | シナリオ | 絵コンテ・演出 |
| ------ | ---------------------------- | -------- | -------------- |
| 第1話  | 血液型くんの初詣             | 山下憲一 | 新田靖成       |
| 第2話  | 血液型は何型ですか？         | 金杉弘子 | 新田靖成       |
| 第3話  | B型家族物語                  | 山下憲一 | 新田靖成       |
| 第4話  | 血液型くんの西遊記           | 山下憲一 | 新田靖成       |
| 第5話  | 血液型ちゃんのバレンタイン   | 金杉弘子 | 新田靖成       |
| 第6話  | 血液型くん、薬ありますか？   | 山下憲一 | 新田靖成       |
| 第7話  | 血液型くんと彼女の荷物       | 山下憲一 | 新田靖成       |
| 第8話  | 血液型ちゃんの映画鑑賞       | 山下憲一 | 新田靖成       |
| 第9話  | 血液型くんの入院生活         | 大山佳久 | 新田靖成       |
| 第10話 | ホワイトデー後の血液型ちゃん | 金杉弘子 | 新田靖成       |
| 第11話 | 血液型によるグループ分け     | 金杉弘子 | 新田靖成       |
| 第12話 | 血液型くんの列車旅行         | 山下憲一 | 新田靖成       |

### 放送局
| 放送地域 | 放送局             | 放送期間                  | 放送日時                     | 放送系列         | 備考                                          |
| 第1期    | 第1期              | 第1期                     | 第1期                        | 第1期            | 第1期                                         |
| -------- | ------------------ | ------------------------- | ---------------------------- | ---------------- | --------------------------------------------- |
| 東京都   | TOKYO MX           | 2013年4月7日 - 6月30日    | 日曜 22:27 - 22:29           | 独立局           |                                               |
| 日本全域 | ニコニコチャンネル | 2013年4月8日 - 7月1日     | 月曜 10:00 更新              | ネット配信       | 最新話1週間無料                               |
| 日本全域 | AT-X               | 2013年4月10日 - 7月3日    | 水曜 23:55 - 24:00           | アニメ専門CS放送 | リピート放送あり                              |
| 第2期    |                    |                           |                              |                  |                                               |
| 東京都   | TOKYO MX           | 2015年1月8日 - 3月26日    | 木曜 21:55 - 22:00           | 独立局           |                                               |
| 京都府   | KBS京都            | 2015年1月9日 - 3月27日    | 金曜 1:35 - 1:40（木曜深夜） | 独立局           | 第1期は未放送                                 |
| 日本全域 | ニコニコチャンネル | 2015年1月9日 - 3月27日    | 金曜 12:00 更新              | ネット配信       |                                               |
| 第3期    |                    |                           |                              |                  |                                               |
| 東京都   | TOKYO MX           | 2015年10月13日 - 12月29日 | 火曜 1:08 - 1:11（月曜深夜） | 独立局           |                                               |
| 兵庫県   | サンテレビ         | 2015年10月13日 - 12月29日 | 火曜 1:33 - 1:36（月曜深夜） | 独立局           | 第1・2期は未放送                              |
| 日本全域 | ニコニコチャンネル | 2015年10月13日 - 12月29日 | 火曜 12:00 更新              | ネット配信       | 第1話無料、第2話以降1週間無料                 |
| 日本全域 | GYAO!              | 2015年10月13日 - 12月29日 | 火曜 12:00 更新              | ネット配信       | 第1話無料、第2話以降1週間無料                 |
| 日本全域 | バンダイチャンネル | 2015年10月13日 - 12月29日 | 火曜 12:00 更新              | ネット配信       | 第1話無料、第2話以降有料 有料会員は全話見放題 |
| 第4期    |                    |                           |                              |                  |                                               |
| 東京都   | TOKYO MX           | 2016年1月12日 - 3月29日   | 火曜 1:08 - 1:11（月曜深夜） | 独立局           |                                               |
| 兵庫県   | サンテレビ         | 2016年1月12日 - 3月29日   | 火曜 1:33 - 1:36（月曜深夜） | 独立局           |                                               |
| 日本全域 | ニコニコチャンネル | 2016年1月12日 - 3月29日   | 火曜 12:00 更新              | ネット配信       | 第1話 - 第4話無料、第5話以降1週間無料         |
| 日本全域 | GYAO!              | 2016年1月12日 - 3月29日   | 火曜 12:00 更新              | ネット配信       | 第1話無料、第2話以降1週間無料                 |
| 日本全域 | バンダイチャンネル | 2016年1月12日 - 3月29日   | 火曜 12:00 更新              | ネット配信       | 第1話無料、第2話以降有料 有料会員は全話見放題 |

### DVD
第1期13話は、第1期のレンタルDVD(TSUTAYAのみ)と第2期のコンプリートディスクに収録。
|       | 発売日       | 収録話         | 規格品番                        |
| ----- | ------------ | -------------- | ------------------------------- |
| 第1期 | 2013年8月9日 | 第1話 - 第12話 | 限定版:EAAD-002 通常版:EAAD-003 |

|                      | 発売日        | 収録話                                  | 規格品番 |
| -------------------- | ------------- | --------------------------------------- | -------- |
| 第2期                | 2015年4月24日 | 第2期第1話 - 第13話                     | EAAD-020 |
| コンプリートディスク | 2015年4月24日 | 第1期第1話 - 第13話 第2期第1話 - 第13話 | EAAD-019 |

|       | 発売日        | 収録話         | 規格品番 |
| ----- | ------------- | -------------- | -------- |
| 第3期 | 2016年2月26日 | 第1話 - 第12話 | EAAD-022 |

|       | 発売日        | 収録話         | 規格品番 |
| ----- | ------------- | -------------- | -------- |
| 第4期 | 2016年5月27日 | 第1話 - 第12話 | EAAD-023 |